# Quid pro quo
Quid pro quo (z lat.) znamená jedno namísto druhého, záměna pojmů. Doslovný překlad znamená „něco za něco“. V podobném významu se používá i latinská vazba do ut des (doslovně: „Dávám, abys dal.“).

## V kultuře
- Hannibal Lecter ve filmu Mlčení jehňátek použil tento výraz, aby získal osobní informace od agentky FBI Clarice Starlingové výměnou za informace o sériovém vrahovi Buffalo Billovi.
- Michael Scofield použil tuto frázi v seriálu Prison Break, a to v 10. díle první série (Sleight of Hand), když po něm chtěl Falsone informace o Fibonaccim, Mike po něm pak 200 000 dolarů.
- Sheldon Cooper použil tento výraz v 16. dílu 2. série seriálu Teorie velkého třesku zvaném The Cushion Saturation při popisu situace vzniklé mezi Howardem Wolowitzem a Leslie Winkle.
- Gregory House použil tuto frázi v seriálu Dr. House, a to v 7. díle třetí série (Son of Coma Guy).
- Mark Knopfler použil tuto frázi v písni Punish The Monkey na albu Kill To Get Crimson.
- Quid Pro Quo (film) je americký film z roku 2008, natočený režisérem Carlosem Brooksem.
- Ve filmu Duch spisovatele (Suffering man's charity) tuto frázi použije Allan Cumming.
- Trevor Williams a Mike Goss použili tuto frázi ve 4. díle první série seriálu Stav beztíže.
- Dr. Evil použil tuto frázi ve filmu Austin Powers in Goldmember, když podal Powersovi informace o Goldmemberovi výměnou za přeložení do věznice se slabší ostrahou.
- Quid Pro Quo – album skupiny Status Quo z roku 2011.
- Hank Moody použil tento výraz v 1. díle 1. série seriálu Californication zvaném Pilot, když ležel se ženou v posteli a ona mu řekla: „Jsi hodnej na mě, jsem hodná na tebe“.
- Harvey Specter použil tento výraz v 9. díle 2. série seriálu Suits zvaném Asterisk, když se hádal s Louis Litt o tom zda má přijmout povýšení na senior partner.
- Danny Williams použil tento výraz ve 14. díle 3. řady seriálu Hawaii Five-0.
- Charlie Sheen použil tento výraz v 10. díle 2. série seriálu Dva a půl chlapa (Two and Half men), když potřeboval od Jakea pomoc při skládání písně.
- Tento výraz zazněl také v 3. epizodě 7. série seriálu South Park.
- Eobard Thawne použil tento výraz, když chtěl od Tonyho Woodwarda pomoct s poražením Blackouta (Farooq Gibrad) v 7. dílu 1. série (Power Outage) seriálu The Flash.
- Tento výraz použila Laura Linneyová v roli Wendy Byrde v seriálu Ozark od Netflixu.
- Tento výraz použil William Rawlins alias Agent Orange ve 12. díle 1. série seriálu The Punisher, když chtěl vypíchnout oko hlavní postavě jménem Frank Castle, protože mu v minulosti jedno jeho oko zničil.
- Quid pro Quo (krátký film) je český fan film na motivy Star Trek, natočený tvůrčí skupinou FSFilm využívající analogii a odkaz na fiktivní postavy Q (Star Trek).